# Ombra della Sera

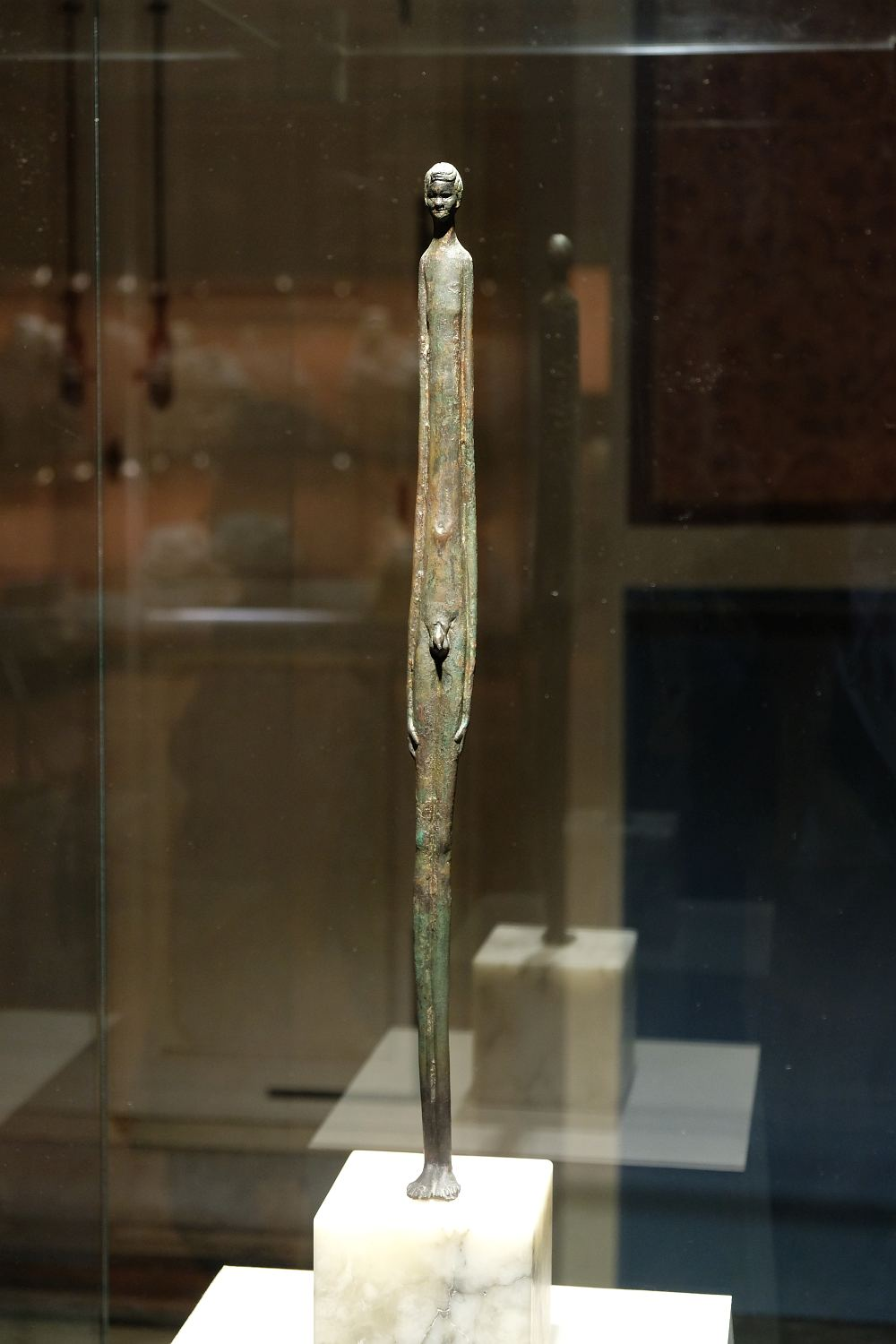
Ombra della Sera al Museu Guarnacci (Volterra)

Ombra della Sera (trad: Ombra del capvespre) és una estatueta votiva etrusca de bronze, procedent de l'antiga Velathri (Volterra). Es conserva al Museu Guarnacci de Volterra.

## Descripció
Representa un nen o adolescent nu, d’una alçada de 57,5 cm. Destaca per la forma allargada del cos, excepte el cap, dotant-la d’un estil modern tot i tractar-se d’una figura datada al segle III aC.
Els bronzers de Volterra ja eren coneguts a l'antiguitat per les seves grans habilitats artístiques i tècniques, que els permetien obtenir bronze fonent els minerals de coure de la Colline Metallifere en un aliatge amb estany.

## Història
No se sap quan va ser trobada ni a on exactament, encara que es creu que va poder ser durant les excavacions arqueològiques de Volterra realitzades entre 1728 i 1737. Una llegenda diu que el pagès que la va descobrir la va utilitzar durant anys com a atiador per al foc.
L'any 1737, l'erudit florentí Anton Francesco Gori va descobrir l'estatueta guardada a la casa de la família aristocràtica Buonarroti a Florència. Gori va publicar-ne la seva existència a l'obra "Museum Etruscum", afirmant la seva procedència de Volterra
Anys més tard, el prelat Mario Guarnacci, desconeixent-se com s’ho va fer per tenir-ne la possessió, la va integrar a la seva col·lecció particular. A l’any 1761 el va donar a la seva ciutat natal (Volterra), que juntament amb la resta de la seva col·lecció i biblioteca, formaria part de l’actual Museu Guarnacci de Volterra.

## Curiositats a l'entorn de la figura
- Es diu que el poeta Gabriele D'Annunzio la va batejar amb el nom d'Ombra della sera, perquè va imaginar-se les allargades ombres que es projecten en la posta de sol, però en realitat el nom és d'origen popular i apareix per primera vegada en un text de l'any 1954, una guia de Volterra escrita pel professor Paolo Ferrini.[2]
- Aquesta obra mestra de l’art etrusc va inspirar clarament les creacions de l'artista del segle XX Alberto Giacometti. Va ser al Louvre, en particular durant l'exposició sobre "L'art i la civilització dels etruscs" de 1955, que Giacometti va descobrir l'art etrusc. El museu de París conserva una altra sorprenent figura filiforme etrusca: la "Diana de Nemi" del segle IV aC.[3]
- L'Ombra della Sera es troba en el centre de la trama principal de la novel·la de misteri "Chimaira" (versió en català: "Quimaira") de Valerio Massimo Manfredi.[4]
- Una reproducció de l'Ombra della Sera es lliura al guanyador del Premi Internacional d'Art i Cultura Teatral del Festival de Teatre Romà de Volterra.[1]